# 光倒刺鲃
何氏棘鲃（学名：Spinibarbus hollandi），又稱光倒刺魮、何氏棘魞、更仔、留仔、捲仔，为鲤科倒刺魮屬的一個種，模式種產地在臺南玉井區的曾文溪。
該魚為荖濃溪強勢魚種，早期由於人類濫捕在70年代幾乎絶跡、僅能在興龍發電廠進水閘門到發電廠一小段發現蹤跡。被列入保育後數量大增，但也僅能見到20-40公分中小型魚，2019年台灣各大溪流皆可看見捲仔。

## 分布
本魚原先分布于台灣東部及南部，因人為放流而導致西部各大河川亦有分布。大陸南盘江的支流西洋江、元江及其支流把边江和南溪河等。

## 深度
水深3-20公尺。

## 特徵
本魚體略成圓柱狀，稍側扁。頭稍尖，有2對觸鬚。魚體為青灰色，腹部銀白色，鱗片大；成熟的雌、雄魚皆有追星，尾鰭叉型，體長可達60公分。

## 生態
本魚為初級淡水魚，性情活潑，游泳能力強，主要棲息於河川中下層水域且水流湍急，底質為礫石的河段，幼魚常可在溪岸的淺水區發現。屬雜食性，以水生昆蟲、小魚及藻類為食。

## 經濟利用
為大型食用魚，肉質鮮美，適合各種烹調方式食用。